# Aleiodes argyllacearivorax
Aleiodes argyllacearivorax – gatunek błonkówki z rodziny męczelkowatych.

## Taksonomia
Gatunek został opisany w roku 2007 przez Josepha C. Fortiera. Holotyp (samica) został odłowiony 11 lipca 1934 w Constance Bay w Kanadzie przez S. Walleya. Epitet gatunkowy nawiązuje do gatunku żywiciela holotypu.

## Zasięg występowania
Znany tylko z typowej lokalizacji w Constance Bay w stanie Ontario w Kanadzie.

## Budowa ciała
Samica.
Długość ciała wynosi 3,6 mm, zaś rozpiętości przednich skrzydeł 3,24 mm. Przyoczka odległość przyoczka bocznego od oka wynosi ponad wie jego średnice. Pole malarne długie, jego długość wynosi półtorej szerokości podstawy żuwaczek i jest nieco większa niż połowa średnicy oka. Nadustek wydęty, o wysokości większej niż wysokość wgłębienia gębowego Wgłębienie gębowe małe, okrągłe, o szerokości mniejszej niż szerokość podstawy żuwaczek. Żeberko potyliczne ledwie zamknięte na ciemieniu, łączy się z żeberkiem hipostomalnym. Twarz bruzdkowana z kilkoma poprzecznymi żeberkami poniżej czułków. Biczyk czułka składa się z 42 segmentów o długości znacznie większej niż ich średnica. Przedtułów nie ma listewkowatego kształtu pośrodku, z poprzecznymi, bruzdkowanymi rowkami po bokach. tarcza śródplecza skórzasta. Notaulix nieznacznie bruzdkowane. Mezopleuron bruzdkowany i grudkowany przed częścią centralną, brak bruzdy przedbiodrowej. Pozatułów płytko siatkowany, żeberko środkowe kompletne. Pierwszy tergity metasomy delikatnie bruzdkowany, drugi z gęsto położonymi, niskimi, podłużnymi żeberkami, tergity trzeci i  czwarty bruzdowane. Czwarty tergit słąbo wygrzbiecony, pokrywa wszystkie pozostałe tergity. Pazurki stopy o długości większej niż połowa średnicy końcówki ostatniego tarsomeru, nie są porośnięte szczeciną od góry. Biodra tylnych nóg słabo skórzasto - świecące od górnej strony. W przednim skrzydle żyłka r ma długość 0,55 żyłki 3RSa, żyłka 1CUa krótka, o długości 0,25 żyłki 1CUb. W tylnym skrzydle żyłka RS lekko falista, żyłka 1r-m ma 0,6 długości żyłki 1M, zaś 1M 0,7 długości żyłki M+CU. Żyłka m-cu lekko pigmentowana, słabo zesklerytyzowana, o długość 0,8 żyłki 1r-m.
Twarz żółtopomarańczowa z wyjątkiem małych brązowych plamek nad przednimi jamkami tentorialnymi. Przestrzeń między przyoczkami czarna. Czoło czarne u góry. Skronie czarne. Trzonek i nóżka czółka żółte, biczyk czarny. Pierwsze dwa człony żuwaczek żółte, trzy dalsze brązowe. Przedtułów żółtopomarańczowy, propleuron ciemnobrązowy. Środkowa część śródplecza czarna z przodu i w środku, reszta żółtopomarańczowa. tarcza śródplecza pomarańczowa z wyjątkiem czarnego wierzchołka. Mezopleuron prawie cały czarny z wyjątkiem żółtopomarańczowego punktu w przedniej, grzbietowej części. Metapleuron i pozatułów czarne. Pierwszy tergit metasomy czarny z przodu i pośrodku, reszta tergitów  cała żółto-pomarańczowa. Nogi żółto-pomarańczowe z brązowymi stopami. Skrzydła szkliste, pterostygma i użyłkowanie brązowe.
Wygład samca nieznany.

## Biologia i ekologia
Znanym żywicielem jest ćma Itame  argyllacearia z rodziny miernikowcowatych.